# Louis Reguin
Louis Reguin, né le 29 juin 1872 à La Chaux-de-Fonds et mort dans la même ville le 22 décembre 1948, est un peintre et graveur suisse.

## Biographie
Après avoir suivi ses études à l'école d'arts de sa ville natale de 1889 à 1895, il s’établit comme artiste indépendant dès 1903 et se spécialise dans la miniature sur émail. Son talent et sa renommée lui vaudront de nombreuses commandes, en particulier de nobles européens parmi lesquels le Tsar Nicolas II de Russie.
Sa fille Madeleine avait épousé le peintre art-nouveau André Evard.